# Мотовили
Мотовили (Беневичі-Мотовидли, Мотовидли) — шляхетський рід власного герба, у 16–18 ст. — зем'яни Волинського воєводства та Київського воєводства Речі Посполитої. Мали, імовірно, литовського походження.
Найвідомішим представником роду був слуга князя В.-К. Острозького Іван (Ян) Мотовило (п. між 1590 та 1597), син Григорія Мотовила та Ганни Ледухівської. Саме він був тим «інославним і прилукавим, любимим слугою» князя В.-К. Острозького «Мотовилом», який на замовлення свого патрона написав відповідь на трактат П. Скарги «Про єдність Церкви» (1577). Судячи з листів князя А. Курбського, належав до аріан (антитринітаріїв; див. також Аріанство). Був власником частини с. Ледухів і тримав у заставі від князя Я. Заславського с. Закриниччя (обидва в Кременецькому повіті Волинського воєводства). Можливо, Івана Григоровича слід вважати тим «Іваном Мотовидловцем», який 1560 отримав від В.-К. Острозького на ленному праві спустошений татарами маєток Гуляники, що після його смерті дістався київському земському судді Я. Аксаку і від початку 17 ст. називався Мотовилівкою (нині села Червона і Велика Мотовилівки Фастівського району Київської обл.).
Рід Івана Григоровича продовжили його сини Василь Старший, Ян, Самуель і Василь Молодший Мотовили, нащадки яких іменувалися Беневичами-Мотовидлами.